# IJsrace

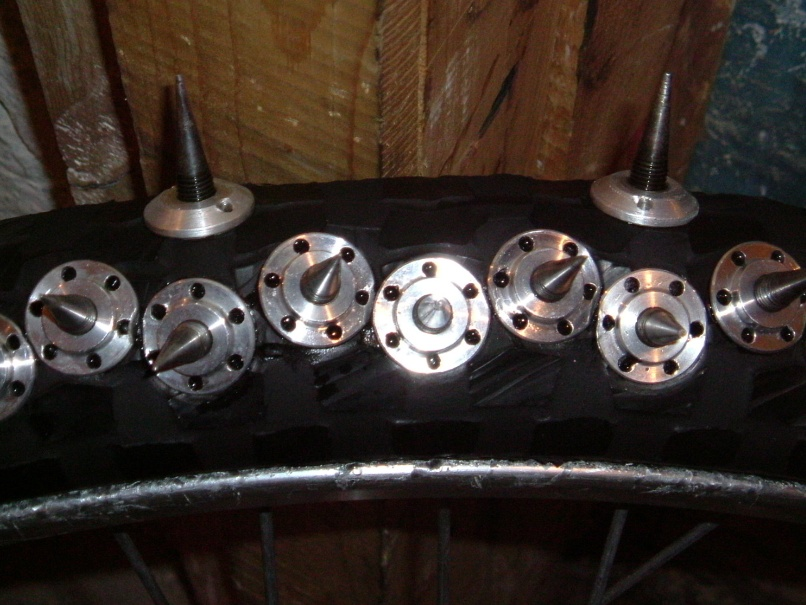
De voorband van een ijsracer

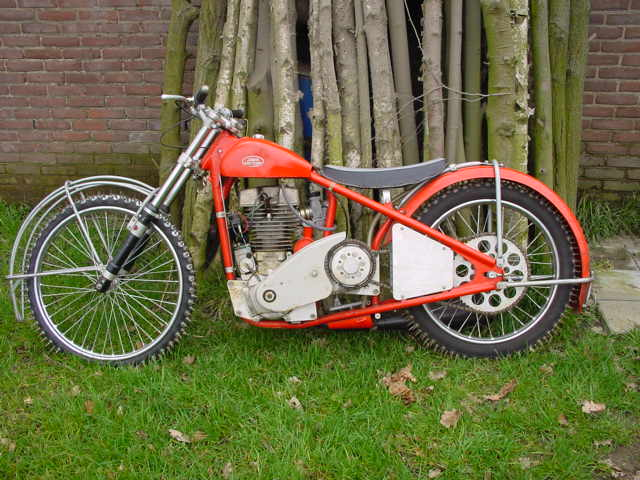
Jawa 500 cc ijsracer uit 1980

IJsracen is een tak van de motorsport waarbij met aangepaste motoren op een ijsbaan wordt geracet. De benaming ijsrace wordt ook gebruikt het racen met de auto op het ijs, wat in het Nederlands ijsrally genoemd wordt en vooral populair is in de Verenigde Staten.
Er zijn diverse disciplines, waarvan ijsspeedway de bekendste is. IJsracen op een lange natuurijsbaan is populair in Scandinavië en Noord-Amerika, en wordt wel ijsrace (‘track’) genoemd.

## IJsspeedway
IJsspeedway (de: Eis speedway, en: Ice Racing (oval)/Ice Speedway, fi: Jääspeedway) is een ijsvariant is van de speedway en dirttrack waarbij met speciaal gebouwde speedwaymotoren op een ijsbaan wordt geracet. Soms wordt voor deze tak van motorsport de meer algemene benaming ijsrace gebruikt.

### Ontstaan
Zowel de Russen als de Zweden claimen rond 1920 als eerste met ijsrace begonnen te zijn. Het eerste wedstrijdverslag stamt echter uit 1925 en gaat over een wedstrijd op de Eibsee in Duitsland. In 1963 werd er voor het eerst een Europees kampioenschap gehouden en sinds 1966 bestaat er ook een wereldkampioenschap ijsrace. Vaak worden deze wedstrijden door Rusland gedomineerd: buiten de Russen is er zeven keer een Zweed, twee keer een Tsjech en een keer een Fin wereldkampioen geworden.

### Baan
Er wordt ‘tegen de klok in’ gereden op een 260m tot 425m lange ovale baan. De races worden tegenwoordig veelal gehouden op een ijsbaan van 400 meter, waarvan het ijs extra dik is opgevroren en waaromheen een dikke laag stootabsorberend materiaal is aangebracht. In de meeste gevallen wordt er op natuurijs gereden; uitzonderingen hierop zijn de wedstrijden in Nederland en Duitsland.

### Motor
Een bijzonder kenmerk van de ijsracemotor is dat de rem volledig ontbreekt. Bovendien heeft hij maar twee versnellingen, waarvan de eerste alleen voor de start gebruikt wordt. De ijsracer heeft bijna altijd een motor van het merk Jawa, dat in Tsjechië wordt gemaakt. Dit is een 500cc viertaktmotor met één cilinder, die zo’n 55 pk produceert en methanol als brandstof gebruikt. De complete ijsracemachine mag niet minder wegen dan 114 kilo. Dit alles heeft op het ijs een top van ongeveer 130 kilometer per uur als resultaat.
Ten behoeve van de veiligheid moeten de wielen voor een groot gedeelte van beschermende kappen worden voorzien en beschikt elke ijsracer over een zogenaamd ‘dodemanskoord’. Dit is een touwtje dat van het stuur naar de pols van de coureur gaat. Via het stuur is het verbonden met de ontsteking van de motor. Zodra de coureur het contact met zijn motor verliest, zorgt dit koordje ervoor dat de motor wordt uitgeschakeld.

### Band
Om op het ijs niet weg te glijden zitten er spikes in de banden van een ijsracemotor. In de achterband zitten er ongeveer 200 en in de smallere voorband zo’n 160. Voor het grootste gedeelte zitten de spikes aan de linkerkant van de band, simpelweg omdat ijsracers enkel linksom racen. De maximale lengte van de spikes is 2,8 cm, gemeten van het bevestigingsplaatje dat zelf ongeveer 3 mm dik is. De kunst is om het beste patroon van spikes in de band te zetten en iedere coureur heeft hier zijn eigen trucjes voor.

### Race
Tijdens de race zijn er telkens vier coureurs tegelijkertijd op de baan. Bij het meest gebruikte wedstrijdsysteem doen er 16 coureurs mee en om die allemaal een keer tegen elkaar te laten rijden zijn er 20 deelwedstrijdjes nodig. Deze deelwedstrijdjes worden ‘heats’ genoemd en duren vier ronden.
Over één heat doen de coureurs ongeveer een minuut, maar door o.a. crashes, herstarts en veegpauzes duurt een totale wedstrijd ongeveer 2,5 uur.
Tijdens de race zijn de verschillende coureurs, behalve aan de kleuren van pak en motor, te herkennen aan een rugnummer en de kleur van hun helm. Bij de start, van buiten naar binnen toe bekeken, dragen de coureurs een gele, witte, blauwe en rode helm. Omdat iedere coureur per wedstrijd vijf heats rijdt, komt hij op alle plaatsen één keer te staan en op een plaats twee keer.

### Training
Om een kunstijsbaan voor een training tot de benodigde dikte op te vriezen zou veel te duur zijn, dus Nederlandse ijsracers wijken meestal uit naar koudere landen om te kunnen oefenen. In de maand december worden in Zweden een aantal wedstrijden gehouden die ook door veel buitenlandse coureurs als training worden gebruikt. Maar de echte trainingskampen worden in Rusland georganiseerd.
Verder wordt er door de meeste coureurs het hele jaar door aan conditie en spierkracht gewerkt door middel van fitness, motorcross etc.

### Wereldkampioenschappen

#### Nederland
Gaststeden
Als in een van de weinige landen vindt tegenwoordig in Nederland elk jaar een finaleronde voor het individuele wereldkampioenschap plaats. Deze dubbele wedstrijd wordt tegenwoordig georganiseerd door de MC Assen c.q. "Stichting IJsspeedway Assen" en vond van 1994-2016 jaarlijks plaats op de ijsbaan van Assen. Vanwege de sluiting van deze baan is de MC Assen voor de jaren 2017, 2018 en 2019 een verbintenis aangegaan met Thialf in Heerenveen. Voor 1994 was Assen gaststad in 1976, 1978, 1981, 1985 en 1991 (in totaal 28x). Naast Assen en Heerenveen was Eindhoven in 1983 en 1988 gaststad van het WK ijsspeedway.
Het WK voor landenteams vond viermaal plaats in Nederland. In 1980, 1984, 1987 en 1989 werd deze achtereenvolgens in Eindhoven, Deventer, Heerenveen en Assen georganiseerd.
Coureurs
De beste coureur uit de geschiedenis van het Nederlandse ijsracen is Roelof Thijs. Naar hem is de internationale race vernoemd die traditiegetrouw op de vrijdag vóór de WK GP in Nederland wordt verreden. Thijs behaalde in 1984 met de 5e plaats zijn hoogste eindklassering. Daarnaast eindigde hij in 1975, 1977, 1981, 1982 en 1983 ook in de top-10. De enige andere Nederlander die in de top-10 van het eindklassement eindigde was Robert-Jan Munnecom, hij werd 10e in 1994.
Na Roelof Thijs heeft Nederland nog een goede coureur gehad; Tjitte Bootsma. Bootsma heeft circa 20 jaar internationaal gereden en zich vele keren voor het WK geplaatst. Zijn hoogste eindklassering in het WK was de 11e plaats in 1997 en 1999. Bootsma heeft zich naast het rijden ook verdienstelijk voor de sport gemaakt door het ontwikkelen van een compleet revolutionair ijsraceframe. Onder andere de wereldkampioen van 2005-2012, de Rus Krasnikov, reed op een TIBO-frame net als de meeste andere Russen en West-Europese toppers.

#### IJsbanen
De wedstrijden individueel en/of landenteams werden onder andere op onderstaande ijsbanen verreden:
- Anatoly Stepanov Stadion, Toljatti, Rusland
- Anneau de Vitesse, Grenoble, Frankrijk
- Eissportbahn, Frankfurt am Main
- Horst-Dohm-Stadion, Berlijn, (West-)Duitsland
- Kunstijsbaan Eindhoven, Eindhoven, Nederland
- Ludwig Schwabl Stadion/Max Aicher Arena, Inzell, (West-)Duitsland
- Medeo, Alma-Ata, Sovjet-Unie, Kazachstan
- Oulunkylä, Helsinki, Finland
- Pista Di Busa Fonda, Gallio, Italië
- Ruddalens idrottsplats, Göteborg, Zweden
- Stadion Stroitel, Oefa, Sovjet-Unie, Rusland
- Tingvalla isstadion, Karlstad, Zweden
- Tor Błonie, Sanok, Polen
- IJsstadion Drenthe/De Bonte Wever, Assen, Nederland
- Thialfstadion, Heerenveen, Nederland

## IJsrace (‘track’)
IJsracen (de: Eisrennen,en: Ice Racing (TT)/Ice Racing (track), fi: Jäärata.) is een vorm van motorsport waarbij motorfietsen op een ijscircuit racen. De gebruikte ijsracemotoren zijn gebaseerd op crossmotoren en zijn uitgerust met speciale spijkerbanden. IJsracen wordt vooral gedaan in Finland, Zweden, IJsland, Canada, in het noorden van de Verenigde Staten en van Centraal- en Oost-Europa.

### Baan
Er wordt gereden op een lange baan die geveegd is op natuurijs. De totale raceafstand ligt tussen de 6 en 15 km. In Skandinavië zijn de banen meestal tussen 800m en 1500 m lang, in Noord-Amerika langer, tot wel 8 tot 11 kilometer.

### Categorieën
In Finland wordt geracet met solomotoren, zijspannen en ATV’s, in verschillende klasses onderverdeeld naar motorinhoud. Daarnaast zijn de soloklassen (JR1, JR2 en JR3) onderverdeeld in A-categorie (topsport) en B-categorie ( liefhebbers):
- JR1 (B250/A250) - minder dan 150 cc / 2t of minder dan 250 cc / 4t (vanaf 13 jaar)
- JR2 (B125/A125) - tot 125 cc / 2t (vanaf 12 jaar)
- JR3 (B450/A450) - 151-600 cc / 2t of 251-700 cc / 4t (vanaf 15 jaar)
- SV (Sivuvaunuluokassa) - zijspan (rijder vanaf 16 jaar, bakkenist vanaf 15 jaar)
- Master - vrije klasse (‘veteranen’, 45-80 jaar)
- Junior - 51–85 cc / 2t of max. 150 cc / 4t (vanaf 10 jaar (8 jaar bij max 65 cc/2t))
- ATV Open – max. 1000 cc, max. 4 cilinders
- ATV 550 – max. 550 cc, max 2 cilinders